# Jean Massart
Jean Massart (Etterbeek, 7 de março de 1865 – Houx, 16 de agosto de 1925) foi um botânico belga.

## Biografia
Diplomou-se em medicina e ciências, estudando  junto com  Paul Heger (1846-1925). Foi nomeado professor de botânica na Universidade Livre de Bruxelas, em 1895. Em seguida, trabalhou no  Instituto Pasteur de Paris.  Dirigiu de 1902 a 1906 o Jardim Botânico de Bruxelas.
Massart efetuou  várias viagens de coletas botânicas ao Brasil, Deserto do Saara, México e as Índias Orientais Neerlandesas. Participou ativamente nas primeiras medidas de proteção ao meio ambiente na Bélgica.
Em 1922 criou o Jardim Botânico Jean Massart em Bruxelas.

## Obras
- Com Émile Vandervelde (1866-1938), Parasitisme organique et parasitisme social (Paris, 1893).
- La Récapitulation et l'innovation en embryologie (Gand, 1894).
- Com Vandervelde e  Jean Demoor (1867-1941), L'Évolution régressive en biologie et en sociologie (Felix Alcan, Paris, 1897).
- Esquisse de la géographie botanique de la Belgique (H. Lamertin, Bruxelas, 1910).
- Nos Arbres (1911).
- Pour la protection de la nature en Belgique (Bruxelas, 1912).
- La Presse clandestine dans la Belgique occupée... (Berger-Levrault, Paris, 1917).
- Éléments de biologie générale et de botanique (M. Lemertin, Bruxelas, dois volumes, 1921 e  1923).